# Puchar Świata w biegach narciarskich 2012/2013 – Oslo 2013
Dwunaste zawody Pucharu Świata w biegach narciarskich w sezonie 2012/2013 odbyły się w norweskim Drammen. Zawodnicy rywalizowali w dniach 16 - 17 marca 2013 roku w indywidualnych biegach dystansowych stylem dowolnym (50 km dla mężczyzn i 30 km dla kobiet).

## Program zawodów
| Dzień    | Konkurencja                 | Początek  | Liczba uczestników |
| -------- | --------------------------- | --------- | ------------------ |
| 16 marca | 30 km st. dowolnym kobiet   | 11:45 CET | 61                 |
| 17 marca | 50 km st. dowolnym mężczyzn | 14:15 CET | 74                 |

## Wyniki

### 30 km kobiet
| Pozycja | Zawodniczka            | Reprezentacja     | Wynik     | Strata  |
| ------- | ---------------------- | ----------------- | --------- | ------- |
| złoto   | Therese Johaug         | Norwegia          | 1:21:17,7 | —       |
| srebro  | Justyna Kowalczyk      | Polska            | 1:22:04,3 | +46,6   |
| brąz    | Julija Czekalowa       | Rosja             | 1:22:09,6 | +51,9   |
| 4.      | Heidi Weng             | Norwegia          | 1:22:11,3 | +53,6   |
| 5.      | Masako Ishida          | Japonia           | 1:22:11,5 | +53,8   |
| 6.      | Charlotte Kalla        | Szwecja           | 1:22:30,8 | +1:13,1 |
| 7.      | Kristin Størmer Steira | Norwegia          | 1:22:34,7 | +1:17,0 |
| 8.      | Astrid Jacobsen        | Norwegia          | 1:22:36,6 | +1:18,9 |
| 9.      | Liz Stephen            | Stany Zjednoczone | 1:22:41,6 | +1:23,9 |
| 10.     | Nicole Fessel          | Niemcy            | 1:22:49,2 | +1:31,5 |

### 50 km mężczyzn
| Pozycja | Zawodnik               | Reprezentacja | Wynik     | Strata  |
| ------- | ---------------------- | ------------- | --------- | ------- |
| złoto   | Aleksandr Legkow       | Rosja         | 2:07:32,9 | —       |
| srebro  | Martin Johnsrud Sundby | Norwegia      | 2:07:34,1 | +1,2    |
| brąz    | Ilja Czernousow        | Rosja         | 2:07:34,8 | +1,9    |
| 4.      | Petter Eliassen        | Norwegia      | 2:07:35,4 | +2,5    |
| 5.      | Roland Clara           | Włochy        | 2:07:35,7 | +2,8    |
| 6.      | Petter Northug         | Norwegia      | 2:08:14,9 | +42,0   |
| 7.      | Maksim Wylegżanin      | Rosja         | 2:08:15,7 | +42,8   |
| 8.      | Daniel Richardsson     | Szwecja       | 2:08:15,8 | +42,9   |
| 9.      | Tord Asle Gjerdalen    | Norwegia      | 2:08:22,0 | +49,1   |
| 10.     | Sjur Røthe             | Norwegia      | 2:08:53,9 | +1:21,0 |
| ...     |                        |               |           |         |
| 27.     | Maciej Kreczmer        | Polska        | 2:12:34,0 | +5:01,1 |